# Piper canastrense
Piper canastrense är en pepparväxtart som beskrevs av E.F.Guim. & Carv.-silva. Piper canastrense ingår i släktet Piper och familjen pepparväxter. Inga underarter finns listade i Catalogue of Life.